# Верхний Нугуш
Верхний Нугуш (баш. Үрге Нөгөш; также баш. Ямаш) — деревня в Бурзянском районе Республики Башкортостан Российской Федерации. Входит в состав Галиакберовского сельсовета. 

## География

### Географическое положение
Находится на правом берегу реки Нугуш, рядом с местом впадения реки Верхней Ущи.
Расстояние до:
- районного центра (Старосубхангулово): 52 км,
- центра сельсовета (Галиакберово): 15 км,
- ближайшей железнодорожной станции (Белорецк): 193 км.

## Население
| 2002 | 2009 | 2010 |
| ---- | ---- | ---- |
| 51   | ↗57  | ↘56  |

Согласно переписи 2002 года, преобладающая национальность — башкиры (100 %).